# Старр, Альберт

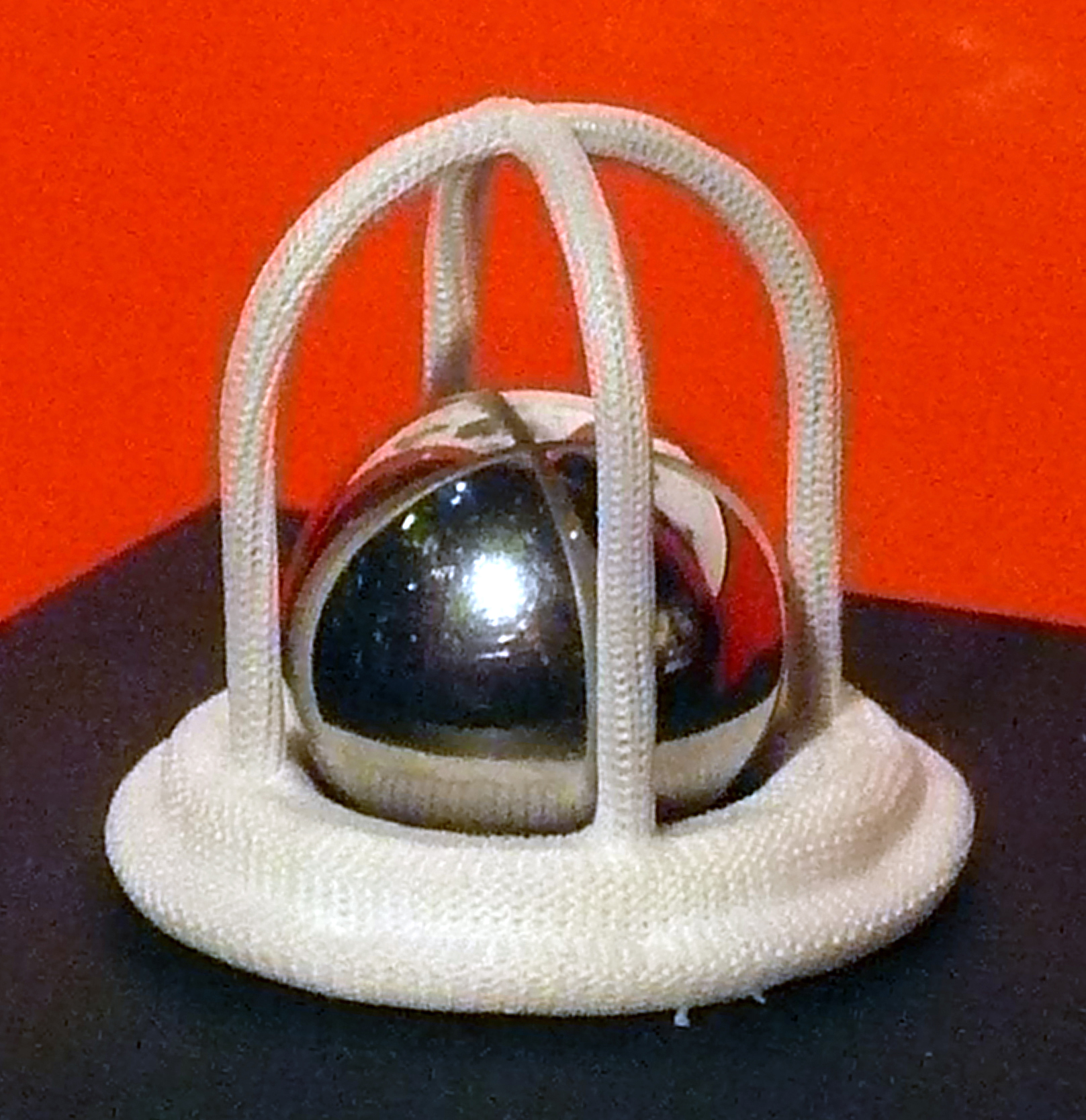
Митральный клапан Старра—Эдвардса

Альберт Старр (англ. Albert Starr; 1 июня 1926, Бруклин, Нью-Йорк — 11 декабря 2024, Портленд, Орегон) — американский сердечно-сосудистый хирург, изобретатель сердечного клапана Старра. Сооснователь Edwards Lifesciences.

## Биография
Старр проживал и практиковал в Портленде, штат Орегон, и был специальным советником декана медицины OHSU (Орегонского университета здравоохранения и науки) Марка Ричардсона и президента OHSU Джозефа Робертсона в Орегонском университете здравоохранения и науки.
Он получил степень бакалавра в Колумбийском колледже (ныне Колумбийский университет) в 1946 году и степень доктора медицины в Колумбийском колледже врачей и хирургов в 1949 году. Затем он прошёл интернатуру в больнице Джонса Хопкинса и ординатуру по общей и торакальной хирургии в больницах Белвью и Пресвитериан Колумбийского университета. Он был ассистентом хирурга в Колумбийском университете до 1957 года, когда он переехал в Орегон, отчасти соблазнившись обещаниями Орегонской кардиологической ассоциации помочь финансировать его исследования. Там он работал в отделении помощи детям-инвалидам Медицинской школы Орегонского университета (ныне Орегонский университет здравоохранения и науки).
Старр помог изобрести первый в мире прочный искусственный митральный клапан и считается соавтором первого в мире искусственного сердечного клапана в 1960 году.
Умер 11 декабря 2024 года в возрасте 98 лет.

## Награды
- 1972: Премия «Золотая пластина» Американской академии достижений[англ.][9]
- 2007: Премия Ласкера[10]
- 2015: Гран-при научного фонда Лефулон-Делаланд[англ.]